# 曼頓 (密歇根州)
曼頓（英語：Manton）是一個位於美國密歇根州韋克斯福德縣的城市。

## 人口
根據2020年美國人口普查的數據，曼頓的面積為4.18平方千米，當中陸地面積為4.04平方千米，而水域面積為0.14平方千米。當地共有人口1258人，而人口密度為每平方千米301人。